# Damaeus globifer
Damaeus globifer är en kvalsterart som beskrevs av Ewing 1913. Damaeus globifer ingår i släktet Damaeus och familjen Damaeidae. Inga underarter finns listade i Catalogue of Life.